# Ponte di Ushibuka
Il ponte di Ushibuka è un ponte situato nella prefettura di Kumamoto ad Amakusa, lungo 883 metri che attraversa la baia di Ushibuka. È stato progettato da Renzo Piano.